# クロサンショウウオ
クロサンショウウオ（黒山椒魚、Hynobius nigrescens）は、両生綱有尾目サンショウウオ科サンショウウオ属に分類される有尾類。

## 分布
日本（青森県津軽地方、秋田県、石川県、茨城県北部、岩手県、岐阜県、群馬県、埼玉県北西部、栃木県、富山県、長野県、佐渡島含む新潟県、福井県、福島県、山形県）固有種

## 形態

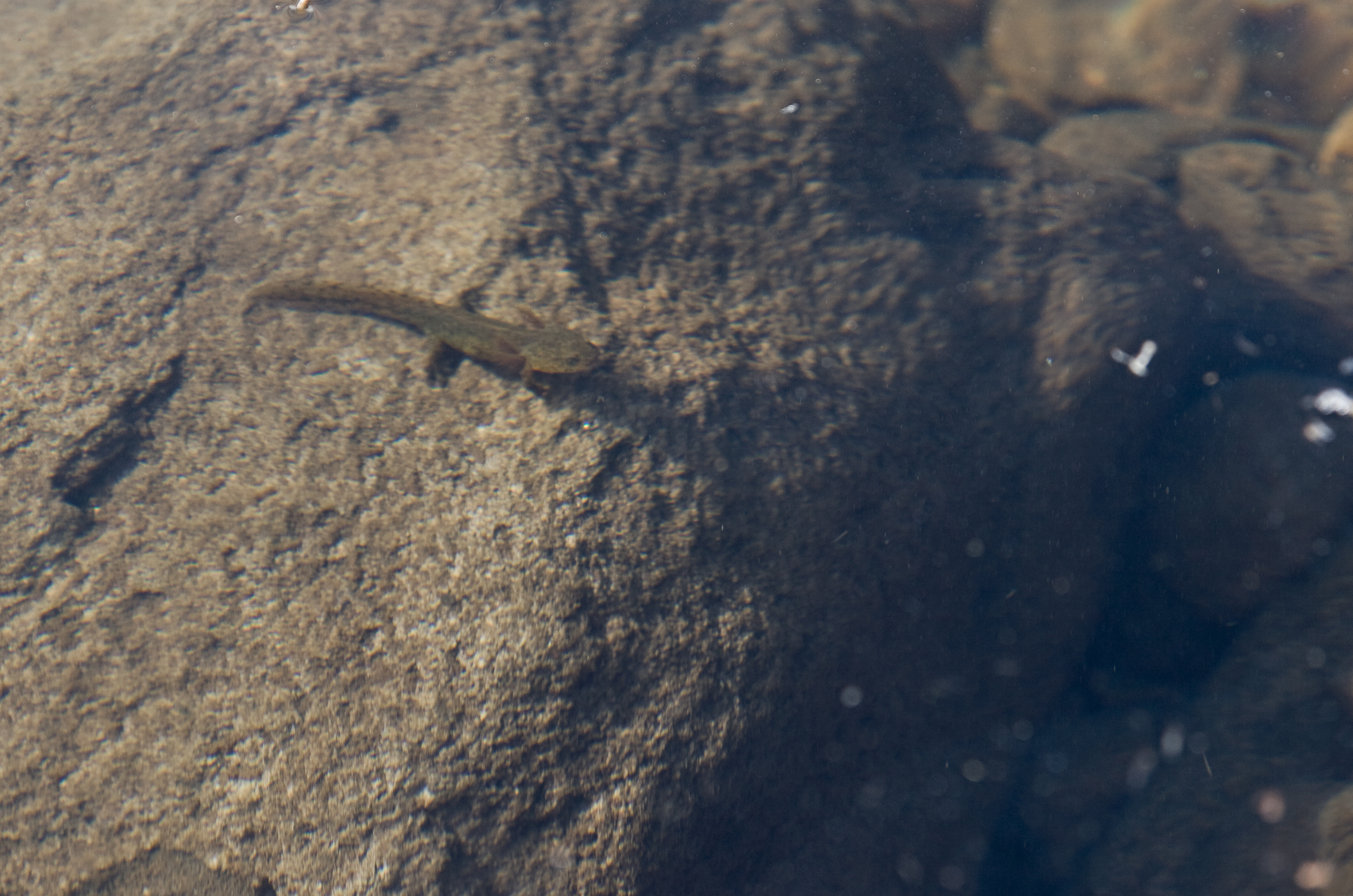
クロサンショウウオの幼生・2010年8月

全長13-16cm。体色は暗褐色。種小名nigrescensは「黒っぽい、黒がかった」の意。胴体の左右側面にそれぞれ入る皺（肋条）は11本。尾は長く縦に平たい。四肢は長い。
いわゆる止水性のサンショウウオで幼体は3対の外鰓と眼下部にバランサーと呼ばれる器官を持つ。バランサーの用途は不明だが前肢が生えると消失する。
近年の研究ではカスミサンショウウオに近縁であることが判明している。

## 生態
山地にある森林に生息する。夜行性で昼間は石や落ち葉の下に隠れて休む。天敵としては肉食性の鳥類や哺乳類、水生昆虫、アメリカザリガニ等が挙げられる。
食性は肉食性で昆虫類や節足動物、ミミズ等を食べる。
繁殖形態は卵生で、2-7月に池沼、水溜り、湿地等に、透明な層と白い層に包まれ、アケビの果実のような形で20-80個の卵を収めた卵のうを1対産む。このため卵のうは白色不透明であり、全体が透明な多くのサンショウウオのものと外見が異なる。卵のうの先端は柄のようになりこの部分を水草や枝等に付着させる。

## 生活環境
卵は4-5週間で孵化し幼生になる。幼生は貪欲で小型の水生昆虫や甲殻類、ミミズ等を食べるが、しばしば共食いをする。
通常年内に変態し幼体になり、陸上生活を送るようになる。しかし幼生のまま越冬し翌年に変態する個体もいる。

## 人間との関係
環境破壊による生息場所や産卵場所の減少により生息数は激減している。またアライグマやアメリカザリガニといった、人間に持ちこまれた外来種による食害も生息数の減少の一因になっている。卵は止水にあるためか場所によってはたやすく発見できるが、それでも大規模な繁殖場所は少ない。
山形県鶴岡市の気比神社では池に産まれるクロサンショウウオの卵をカイコの繭に見立ててまつる。